# Sorj Chalandon
Sorj Chalandon (Túnez, 16 de mayo de 1952) es un periodista y escritor tunecino.
Desde 1973 hasta 2007 trabajó como periodista en el diario Libération donde, entre otras cosas, cubrió los acontecimientos del Líbano, Irán, Irak, Somalia y Afganistán. En 1988 recibió el Premio Albert Londres por sus artículos sobre Irlanda del Norte y el juicio de Klaus Barbie. Desde entonces, ha trabajado para la publicación satírica y de investigación Le Canard enchaîné.
Su segunda novela, Une promesse (2006), ganó el Premio Médicis. En 2011 publicó Retour à Killybegs, novela ganadora el Gran Premio de Novela de la Academia Francesa y finalista del Premio Goncourt, donde narra la historia de un hombre que vuelve a Killybegs (Irlanda) tras reconocer públicamente que ha sido un agente británico infiltrado en el IRA. En 2014 se tradujo al catalán por Josep Alemany y fue publicado por Ediciones de 1984 como Retorn a Killybegs. En 2017 se tradujo al español y fue publicado por Panamericana.

## Obras publicadas
- Le petit Bonzi (2005).
- Une promesse (2006).
- Mon traître (2008).
- La légende de nos pères (2009).
- Retour à Killybegs (2011).
- Le quatrième mur (2013).